# إيلا تامبوسي غراسو
إيلا تامبوسي غراسو (بالإنجليزية Ella Tambussi Grasso) هي سياسية أمريكية تنتمي إلى الحزب الديمقراطي كانت غراسو أول امرأة تشغل منصب حاكم على ولاية كونيتيكت.

## حياتها المبكرة
ولدت إيلا تامبوسي غراسو في 10 مايو 1919 في ولاية كونيتيكت , كان والداها مهاجرين من أصول إيطالية , درست غراسو في كلية ماونت هوليوك في ساوث هادلي بولاية ماساشوستس حيث نالت درجة البكالوريوس في سنة 1940. ثم حصلت على درجة الماجستير في سنة 1942. بعد التخرج شغلت غراسو منصب مساعد مدير البحوث في لجنة القوى العاملة من الحرب بولاية كونيتيكت.

## حياتها السياسية
في سنة 1952 أنتخبت إيلا تامبوسي غراسو لعضوية مجلس نواب ولاية كونيتيكت وخدمت حتى سنة 1957 , أصبحت غراسو أول امرأة تشغل منصب رئيس مجلس نواب ولاية كونيتيكت في سنة 1955. وشغلت منصب حاكم ولاية كونيتيكت في 8 يناير 1975 وحتى 31 ديسمبر 1980 حيث استقالت من منصبها كحاكمة على الولاية بسبب مرضها بسرطان المبيض , وتوفيت بعد عدة اسابيع من استقالتها في 5 فبراير 1981 عن عمر يناهز 61 عاما.